# Шоколад (Мастера ужасов)
Шоколад (англ. Chocolate) — пятая серия первого сезона телесериала «Мастера ужасов». Впервые серия была показана 25 ноября 2005 года. Режиссировал серию Мик Гаррис. Серия является экранизацией рассказа, написанного самим Миком Гаррисом. Серия не имеет никаких признаков фильмов ужасов. В серии есть отсылка к произведению Стивена Кинга «Безнадёга», когда Джейми читает этот роман, по которому, в свою очередь, Мик Гаррис снял экранизацию — «Обречённость».

## Сюжет
Джейми, создатель запахов из компании производящей искусственные ароматизаторы, недавно развёлся и ведёт тихую холостяцкую жизнь. Однажды он просыпается утром со вкусом шоколада во рту. Джейми в недоумении — ведь он сидит на диете и сладкого не ел уже около месяца. Постепенно все органы чувств захватывает странная женщина, он начинает испытывать те же чувства, что и она.

## В ролях
- Генри Томас — Джейми
- Мэтт Фрюэр — Уолли
- Люси Лорье — Кэтрин
- Стейси Грант — Ванесса
- Джейк Д. Смит — Бут
- Майкл Кертола — участник ансамбля
- Кэтрин Хорсман — Сью
- Пол Ву — Хупер
- Лия Грехем — Элен